# 复活节星期一 (电影)
《复活节星期一》（德語：Ostermontag）是海科·菲珀的首部电影，于1991年发行。
《复活节星期一》被认为是有史以来最令人难以忍受的影片之一。影片中出现了强奸、极端酷刑、饮尿和恋尸等场景。与《八月地下坊》类似，《复活节星期一》也让观众置身于虐杀电影的氛围中。

## 基本资讯
- 原名：Ostermontag
- 译名：复活节星期一
- 導演：海科·菲珀（法语：Heiko Fipper）
- 編劇：海科·菲珀（法语：Heiko Fipper）
- 發行人：海科·菲珀（法语：Heiko Fipper）
- 音樂：海科·菲珀（法语：Heiko Fipper）
- 特效：海科·菲珀（法语：Heiko Fipper） & 斯特凡·菲珀
- 攝影：HF-Team
- 发行商：HF Pictures
- 原產國：德国
- 類型：残杀、恐怖、血腥、驚悚
- 片长：65分钟（导演剪辑版） & 80分钟（黄金版）
- 上映日期：1991年（德国）
- 分级：18歲以下禁止觀看

## 演员
- 海科·菲珀（法语：Heiko Fipper）
- 妮科尔·D（Nicole D.）
- 安德烈约·菲奥雷（Andreio Fiore）
- 斯特凡·菲珀（Stephan Fipper）